# جيمس داساولو
جيمس داساولو (بالإنجليزية: James Dasaolu)‏ مواليد 5 سبتمبر 1987 في لندن، هوعداء بريطاني متخصص في سباق 100 متر. أفضل رقم شخصي له هو 9.91. مثل بلاده في الأولمبياد. سبق أن فاز بالميدالية الذهبية في بطولة أوروبا لألعاب القوى.

## روابط خارجية
- جيمس داساولو على موقع الاتحاد الدولي لألعاب القوى (الإنجليزية)
- جيمس داساولو على موقع الدوري الماسي (الإنجليزية)
- جيمس داساولو على موقع IBSF (الإنجليزية)
- جيمس داساولو على موقع أوليمبيديا (الإنجليزية)
- جيمس داساولو على موقع اللجنة الأولمبية البريطانية (الإنجليزية)